# Aşağıaşıklar, Akseki
Aşağıaşıklar là một xã thuộc huyện Akseki, tỉnh Antalya, Thổ Nhĩ Kỳ. Dân số thời điểm năm 2011 là 88 người.